# Waidhofen an der Thaya-Land
Waidhofen an der Thaya-Land is een gemeente in de Oostenrijkse deelstaat Neder-Oostenrijk, gelegen in het district Waidhofen an der Thaya (WT). De gemeente heeft ongeveer 1200 inwoners.

## Geografie
Waidhofen an der Thaya-Land heeft een oppervlakte van 32,44 km². Het ligt in het noordoosten van het land, ten noordwesten van de hoofdstad Wenen en vlak onder de grens met Tsjechië.
Dietmanns · Dobersberg · Gastern · Groß-Siegharts · Karlstein an der Thaya · Kautzen · Ludweis-Aigen · Pfaffenschlag bei Waidhofen · Raabs an der Thaya · Thaya · Vitis · Waidhofen an der Thaya · Waidhofen an der Thaya-Land · Waldkirchen an der Thaya · Windigsteig
- Gemeinsame Normdatei: 4799152-5
- Virtual International Authority File: 237028052
- WorldCat: E39PBJxWT8pkty4vbq9K6vC84q